# Poland Darts Masters
Das Poland Darts Masters ist ein Dartturnier, das von der Professional Darts Corporation (PDC) im Rahmen der World Series of Darts veranstaltet wird. Der Wettbewerb wurde 2023 erstmalig ausgetragen. Es handelte sich dabei um das erste Turnier der PDC, welches in Polen ausgetragen wurde.

## Historie
Im offiziellen PDC-Kalender für das Jahr 2023 tauchte das Turnier zunächst nicht auf. Die World Series of Darts 2023 bestand hiernach aus zunächst sechs Turnieren (wenn man die World Series of Darts Finals 2023 mitzählte). Am 23. März 2023 folgte jedoch die offizielle Verkündung seitens der PDC, dass im Juli 2023 erstmals das Poland Darts Masters ausgetragen werden solle.

## Format
An dem Turnier nehmen insgesamt 16 Spieler teil. Dazu zählen die Top 4 der PDC Order of Merit, vier Wildcard-Spieler und 8 lokale Spieler, unter anderem alle Tour Card-Holder aus dem osteuropäischen Raum.
Das Turnier wird im K.-o.-System gespielt. In der ersten Runde und im Viertelfinale ist der Spielmodus voraussichtlich ein best of 11 legs, die Halbfinale werden im best of 13 legs-Modus und das Finale im best of 15 legs-Modus gespielt.

## Preisgeld
Bei dem Turnier werden insgesamt £ 100.000 an Preisgeldern ausgeschüttet. Das Preisgeld verteilt sich unter den Teilnehmern wie folgt:
| Position (Anzahl der Spieler) | Position (Anzahl der Spieler) | Preisgeld |
| ----------------------------- | ----------------------------- | --------- |
| Gewinner                      | (1)                           | £ 30.000  |
| Finalist                      | (1)                           | £ 16.000  |
| Halbfinalisten                | (2)                           | £ 10.000  |
| Viertelfinalisten             | (4)                           | £ 5.000   |
| Achtelfinalisten              | (8)                           | £ 1.750   |
|                               |                               |           |
|                               |                               | £ 100.000 |

Da es sich um ein Einladungsturnier handelt, werden die erspielten Preisgelder bei der Berechnung der PDC Order of Merit nicht berücksichtigt.

## Finalergebnisse
| Jahr | Austragungsort         | Sieger             | Ergebnis | Finalist              | Sponsor  | Preisgeld | Preisgeld |
| Jahr | Austragungsort         | Sieger             | Ergebnis | Finalist              | Sponsor  | Gesamt    | Sieger    |
| ---- | ---------------------- | ------------------ | -------- | --------------------- | -------- | --------- | --------- |
| 2023 | COS Torwar, Warschau   | Michael van Gerwen | 8 : 3    | Dimitri Van den Bergh | Superbet | £ 60.000  | £ 20.000  |
| 2024 | PreZero Arena, Gliwice | Luke Littler       | 8 : 3    | Rob Cross             | Superbet | £ 60.000  | £ 20.000  |
| 2025 | PreZero Arena, Gliwice | Gerwyn Price       | 8 : 7    | Stephen Bunting       | Superbet | £ 60.000  | £ 20.000  |